# Rainer Knaak
Rainer Knaak (Pasewalk, 16 marzo 1953) è uno scacchista tedesco.
Ha ottenuto il titolo di Maestro Internazionale nel 1973 e di Grande Maestro nel 1975.

## Principali risultati
Negli anni settanta e ottanta rivaleggiava con Wolfgang Uhlmann come il più forte scacchista della Germania Est, della quale vinse cinque volte il campionato nazionale (1974, 1978, 1982, 1983 e 1984).
Con la nazionale della Germania Est ha partecipato a tre olimpiadi degli scacchi dal 1972 al 1990, ottenendo complessivamente il 60,3% dei punti.
Tra i successi di torneo (da solo o ex æquo):  Olomouc 1972, Lipsia 1977, Halle 1978 (con Ivan Farago e Uhlmann) e Cienfuegos 1984 (Capablanca Memorial, con Amador Rodríguez). Si classificò secondo ad Halle 1974 (dietro a Mikhail Tal), Bucarest 1975 e Trnava 1980 (dietro a Zurab Sturua) e pari secondo a Zinnowitz 1971, Sandomierz 1976 e Potsdam 1985.
Ha ottenuto il suo massimo rating FIDE in gennaio del 1979, con 2565 punti Elo.
Dal 1994 Rainer Knaak è stato tra i principali collaboratori di ChessBase. Ha pubblicato diversi CD della Chessbase, alcuni in collaborazione con Karsten Müller. Il CD su Paul Morphy (con 467 partite), prodotto assieme a Müller, ha ricevuto i complimenti di John Watson, che lo ha definito una delle fonti più accurate sulla vita e la carriera del grande campione americano.

## Pubblicazioni

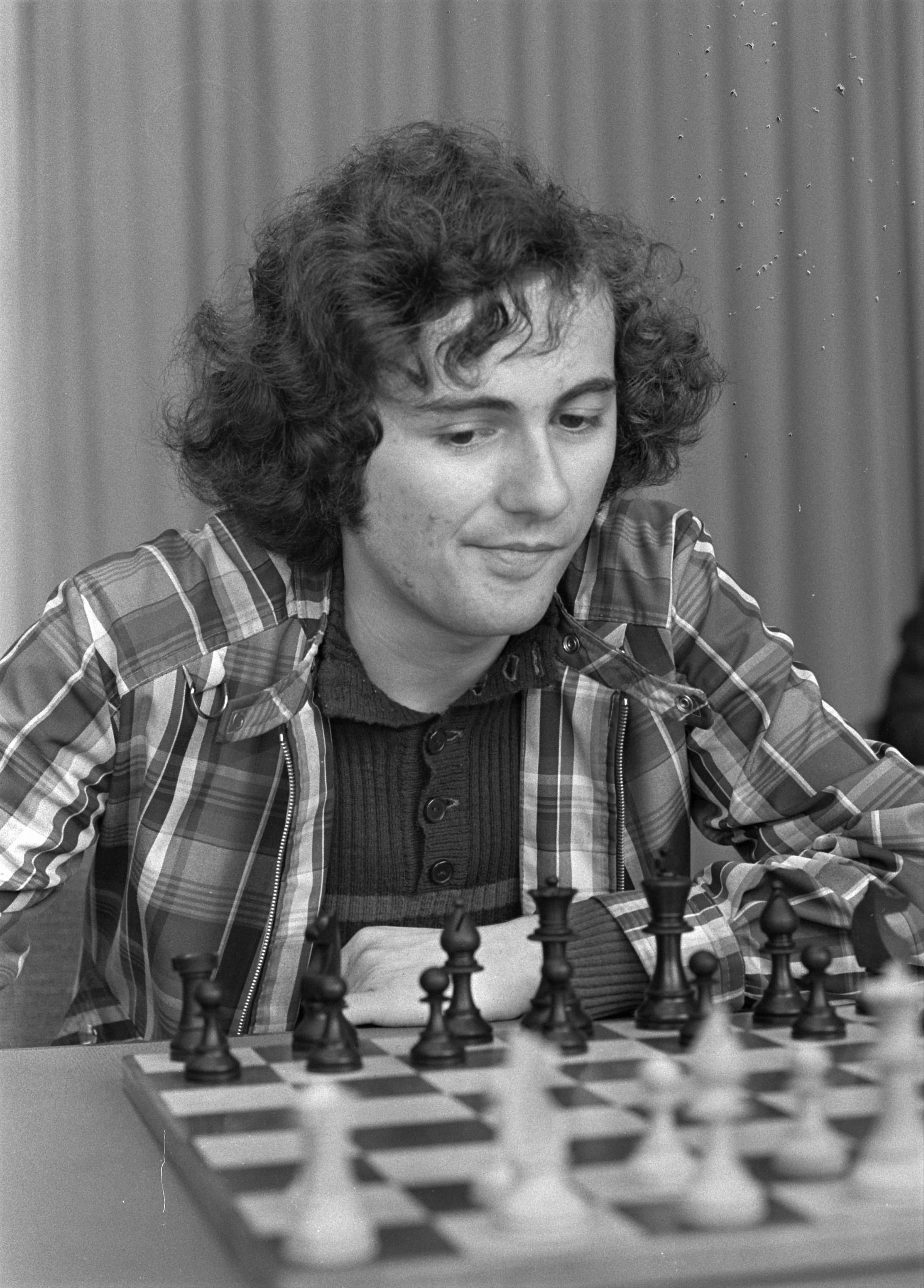
Knaak nel 1974 ad Amsterdam

- Paul Morphy: Genius and Myth, con Karsten Müller (CD Chessbase)
- The Greatest Tournaments in the History of Chess, 1851-1986 (CD Chessbase)
- 1000 Opening Traps, con Karsten Müller (CD Chessbase)
- Trompowsky Defence (CD Chessbase)
- Mating Attack Against 0-0 (CD Chessbase)
- 222 Opening Traps after 1.e4, con Karsten Müller (Olms, Zurigo 2008)
- 222 Opening Traps after 1.d4, con Karsten Müller (Olms, Zurigo 2008)